# Pascoal Ranieri Mazzilli
Pascoal Ranieri Mazzilli ([pasˈkwaw ʁaniˈɛri maˈzili]; 27. dubna 1910 – 21. dubna 1975) byl brazilský právník, novinář a politik. Dvakrát krátce sloužil jako přechodný prezident své země, a to roku 1961 a roku 1964. V roce 1961 tomu tak bylo proto, že viceprezident João Goulart byl v době rezignace prezidenta Quadrose na oficiální návštěvě Číny a bylo potřeba překlenout dobu do jeho návratu. V roce 1964 po sesazení Goularta pučem byl Mazzilli prezidentem do doby, než byl nepřímou volbou zvolen a inaugurován Humberto de Alencar Castelo Branco. Mazzillimu se přičítá, že svou smířlivou pozicí zabránil po puči roku 1964 většímu krveprolití.